# Кирнич
Кирнич (нім. Kirnitzsch, чеськ. Křinice) — права притока річки Ельба, що тече через Чехію та землю Саксонію.

## Географія
Річка Кирнич, бере початок на Лужицькому нагір'ї в Богемії на захід від села Студанка (нім. Schönborn) і тече на захід через місто Красна Ліпа (нім. Schönlinde).
За селом Кийов річка тече вузькими ущелинами крізь скелі з пісковика Богемської Швейцарії.
На місці колишнього села Гінтердаубіц, знищеного після 1945 року, прикордонний потік Вайсбах впадає в Кирнич, який з цього місця утворює кордон між Чехією та Саксонією.
Далі вниз за течією річку Кирнич споруджено дві загати.
Незабаром після цього Кирнич тече через вузьку долину Кирнич близько 45 км до Ліхтенгайнського водоспаду. Ще за 8 км потік впадає в Ельбу біля Бад-Шандау. Останні кілометри вздовж річки споруджено Кирничтальбан, що прямує паралельно руслу.